# La Drôme Classic 2014
De 1e editie van de wielerwedstrijd La Drôme Classic werd gehouden op 2 maart 2014. De start en finish vonden plaats in Valence. De wedstrijd maakte deel uit van de UCI Europe Tour 2014, in de categorie 1.1. De editie van 2013 werd door noodweer afgelast, dit jaar werd de koers gewonnen door de Fransman Romain Bardet.

## Deelnemende ploegen
| WorldTour               | ProContinentaal              | Continentaal              |
| ----------------------- | ---------------------------- | ------------------------- |
| FDJ.fr                  | Cofidis                      | La Pomme Marseille        |
| AG2R-La Mondiale        | Bretagne-Séché Environnement | BigMat-Auber 93           |
| Team Europcar           | Androni Giocattoli           | Rabobank Development Team |
| Giant-Shimano           | Wanty-Groupe Gobert          | Wallonie-Bruxelles        |
| BMC Racing Team         | Caja Rural-Seguros RGA       | Vérandas Willems          |
| Omega Pharma-Quick-Step | Unitedhealthcare             |                           |
| Trek Factory Racing     | Topsport Vlaanderen-Baloise  |                           |
| Belkin Pro Cycling      |                              |                           |

## Rituitslag
| Plaats  | Naam                | Ploeg                        | Tijd     |
| ------- | ------------------- | ---------------------------- | -------- |
| Winnaar | Romain Bardet       | AG2R-La Mondiale             | 4u39'00" |
| 2       | Sébastien Delfosse  | Wallonie-Bruxelles           | +9"      |
| 3       | Gianni Meersman     | Omega Pharma-Quick-Step      | z.t.     |
| 4       | Michel Kreder       | Wanty-Groupe Gobert          | z.t.     |
| 5       | Armindo Fonseca     | Bretagne-Séché Environnement | z.t.     |
| 6       | Mikaël Cherel       | AG2R-La Mondiale             | z.t.     |
| 7       | Jan Bakelants       | Omega Pharma-Quick-Step      | z.t.     |
| 8       | Warren Barguil      | Giant-Shimano                | z.t.     |
| 9       | Philippe Gilbert    | BMC Racing Team              | z.t.     |
| 10      | Pierrick Fédrigo    | FDJ.fr                       | z.t.     |
| 11      | Riccardo Zoidl      | Trek Factory Racing          | z.t.     |
| 12      | Serge Pauwels       | Omega Pharma-Quick-Step      | z.t.     |
| 13      | Pieter Serry        | Omega Pharma-Quick-Step      | +15"     |
| 14      | Benjamin Giraud     | La Pomme Marseille           | +1'38"   |
| 15      | Martijn Maaskant    | Unitedhealthcare             | z.t.     |
| 16      | Guillaume Bonnafond | AG2R-La Mondiale             | +1'40"   |
| 17      | Thomas Voeckler     | Europcar                     | +1'41"   |
| 18      | Arnaud Courteille   | FDJ.fr                       | +1'45"   |
| 19      | Alexis Vuillermoz   | AG2R-La Mondiale             | +5'24"   |
| 20      | Diego Rosa          | Androni Giocattoli           | z.t.     |

2013 · 2014 · 2015 · 2016 · 2017 · 2018 · 2019 · 2020 · 2021 · 2022 · 2023 · 2024 · 2025
Etappewedstrijden

 Ster van Bessèges ·
 Ronde van de Middellandse Zee ·
 Ruta del Sol ·
 Ronde van de Algarve ·
 Ronde van de Haut-Var ·
 Driedaagse van West-Vlaanderen ·
 Internationale Wielerweek ·
 Internationaal Wegcriterium ·
 Driedaagse van De Panne-Koksijde ·
 Ronde van de Sarthe ·
 Ronde van Trentino ·
 Ronde van Turkije ·
 Vierdaagse van Duinkerke ·
 Ronde van Azerbeidzjan ·
 Szlakiem Grodów Piastowskich ·
 Ronde van Castilië en León ·
 Ronde van Picardië ·
 Ronde van Noorwegen ·
 World Ports Classic ·
 Ronde van Beieren ·
 Ronde van België ·
 Tour des Fjords ·
 Ronde van Estland ·
 Ronde van Luxemburg ·
 Boucles de la Mayenne ·
 Ster ZLM Toer ·
 Ronde van Slovenië ·
 Route du Sud ·
 Ronde van Oostenrijk ·
 Sibiu Cycling Tour ·
 Ronde van Wallonië ·
 Ronde van Portugal ·
 Ronde van Denemarken ·
 Ronde van de Ain ·
 Ronde van Burgos ·
 Arctic Race of Norway ·
 Ronde van de Limousin ·
 Ronde van Poitou-Charentes ·
 Ronde van Groot-Brittannië ·
 Ronde van Gévaudan Languedoc-Roussillon ·
 Eurométropole Tour
Eendaagse wedstrijden

 GP La Marseillaise ·
 Grote Prijs van de Etruskische Kust ·
 Trofeo Palma ·
 Trofeo Ses Salines ·
 Trofeo Serra de Tramuntana ·
 Trofeo Platja de Muro ·
 Trofeo Laigueglia ·
 Ronde van Murcia ·
 Omloop Het Nieuwsblad ·
 Classic Sud Ardèche ·
 GP Lugano ·
 Clásica de Almería ·
 Kuurne-Brussel-Kuurne ·
 La Drôme Classic ·
 Le Samyn ·
 GP Città di Camaiore ·
 Strade Bianche ·
 Roma Maxima ·
 Ronde van Drenthe ·
 Dwars door Drenthe ·
 Nokere Koerse ·
 GP Nobili Rubinetterie ·
 Handzame Classic ·
 Classic Loire-Atlantique ·
 Grote Prijs van Cholet-Pays de Loire ·
 Dwars door Vlaanderen ·
 Route Adélie de Vitré ·
 Volta Limburg Classic ·
 Grote Prijs Miguel Indurain ·
 Ronde van La Rioja ·
 Scheldeprijs ·
 GP Cerami ·
 Klasika Primavera ·
 Parijs-Camembert ·
 Brabantse Pijl ·
 GP Denain ·
 Ronde van de Finistère ·
 Tro Bro Léon ·
 Ronde van Keulen ·
 La Roue Tourangelle ·
 Rund um den Finanzplatz Eschborn-Frankfurt ·
 Ronde van de Somme ·
 ProRace Berlin ·
 Grote Prijs van Plumelec ·
 Boucles de l'Aulne ·
 Ronde van Zeeland Seaports ·
 GP Kanton Aargau ·
 Ronde van Limburg ·
 Ronde van de Apennijnen ·
 Halle-Ingooigem ·
 Prueba Villafranca de Ordizia ·
 GP Industria & Artigianato-Larciano ·
 Ronde van Toscane ·
 Circuito de Getxo ·
 Polynormande ·
 RideLondon Classic ·
 GP Stad Zottegem ·
 Arnhem-Veenendaal Classic ·
 Châteauroux Classic de l'Indre ·
 Druivenkoers Overijse ·
 Brussels Cycling Classic ·
 GP Fourmies ·
 Ronde van de Doubs ·
 GP Jef Scherens ·
 Coppa Bernocchi ·
 GP van Wallonië ·
 Coppa Agostoni ·
 Ronde van de Drie Valleien ·
 Kampioenschap van Vlaanderen ·
 Grote Prijs Impanis-Van Petegem ·
 Memorial Marco Pantani ·
 GP Industria & Commercio di Prato ·
 GP van Isbergues ·
 Omloop van het Houtland ·
 Duo Normand ·
 Milaan-Turijn ·
 Ronde van het Münsterland ·
 Ronde van de Vendée ·
 Memorial Frank Vandenbroucke ·
 Coppa Sabatini ·
 Parijs-Bourges ·
 Ronde van Emilia ·
 Parijs-Tours ·
 GP Beghelli ·
 Nationale Sluitingsprijs ·
 Chrono des Nations